# Sistemul global armonizat de clasificare și etichetare a substanțelor chimice

Pictograma GHS folosită pentru substanțele chimice nocive

Sistemul global armonizat de clasificare și etichetare a substanțelor chimice (prescurtat GHS, ce provine din engleză Globally Harmonized System) este un sistem internațional gestionat de Națiunile Unite, care are ca scop standardizarea tuturor simbolurilor de pericol folosite în lume. În prezent, prevede reglementările naționale și internaționale de clasificare și etichetare în domeniul transportului de mărfuri periculoase.